# Sam Johnstone
Samuel Luke Johnstone, född den 25 mars 1993 i Preston, är en engelsk fotbollsmålvakt som spelar för Crystal Palace och Englands landslag.

## Klubbkarriär

### Manchester United
Johnstone började i Manchester Uniteds akademilag 2009 och säsongen 2010/2011 var han akademins förstemålvakt. Den 26 juli 2011 blev han utlånad till Oldham Athletic. Han spelade två vänskapsmatcher för Oldham, mot Burnley och Fleetwood Town, innan han återvände till United. Den 9 september 2011 blev han utlånad till Scunthorpe United och gjorde sin debut dagen efter mot Sheffield United. Den 10 november 2011 förlängde Scunthorpe lånet till den 9 december 2011, som sedan förlängdes till 10 januari 2012.
Den 20 mars 2013 blev det klart att Johnstone skulle lånas ut till Walsall för resten av säsongen. Han gjorde sin debut den 25 mars mot Hartlepool och höll nollan direkt.

### West Bromwich Albion
Den 3 juli 2018 värvades Johnstone av West Bromwich Albion.

### Crystal Palace
Den 21 juni 2021 värvades Johnstone på fri transfer av Crystal Palace, där han skrev på ett fyraårskontrakt.